# Farap
Farap – miasto we wschodnim Turkmenistanie, w wilajecie lebapskim, w etrapie Çärjew. W 2022 roku liczyło ok. 20,5 tys. mieszkańców.